# Рам, Миха
Миха Рам (ивр. מיכה רם‎; 1942, Тель-Авив — 14 января 2018, Кфар-Сава) — израильский военно-морской деятель. На протяжении 32 лет карьеры в ВМС Израиля командовал артиллерийскими и ракетными катерами серий «Саар-1» и «Саар-4», возглавлял эскадру ракетных катеров, управления разведки и морских операций ВМС, а с 1989 по 1992 год занимал пост командующего ВМС Израиля.

## Биография
Миха Рам родился в 1942 году в Тель-Авиве в семье евреев-репатриантов. Его отец, Цви Римланд, был уроженцем Брест-Литовска, перебравшимся в Западную Европу в поисках лучшей жизни, а мать — дочерью немецких евреев. Они познакомились в сионистском учебном лагере во Франции.
Миха с детства любил море. В 1956 году он поступил в школу офицеров торгового флота в Акко. По окончании школы, в 1960 году, Рам был мобилизован и направлен на курс военно-морских офицеров. Окончив его через год, в звании младшего лейтенанта направлен на Красное море, где служил помощником командира торпедного катера, а ещё через год в той же должности переведён в Хайфу. В 1964 году получил под своё начало торпедный катер.
В 1966 году Миха женился на подруге детства Хае Симкиной. В этом же году, в преддверии включения в состав ВМС Израиля первых ракетно-артиллерийских катеров серии «Саар-1», Рам был включён в команду первого из них — «Мивтах» — как офицер радиолокационного слежения, навигации и связи. Он был направлен во Францию, чтобы участвовать в приёмке корабля, и из-за этого пропустил Шестидневную войну. В 1969 году Рам на короткое время был назначен командиром катера «Суфа», а затем получил под своё командование четвёртый катер серии «Саар» — «Эйлат», уже вооружённый противокорабельными ракетами.
Через некоторое время Рам был назначен командиром курса повышения квалификации для офицеров ракетных катеров. В этой должности он и сам продолжал совершенствовать своё знание кораблей этого класса, окончив курс корабельных артиллеристов. В 1973 году Рам получил новое назначение — командиром ракетного катера «Решеф» нового класса «Саар-4», строительство которого заканчивалось на израильских верфях. После спуска на воду Рам провёл с «Решефом» пробный поход до Гибралтара и обратно, подтвердивший высокие качества нового класса. Второй катер класса «Саар-4», «Кешет», был спущен на воду в августе того же года.

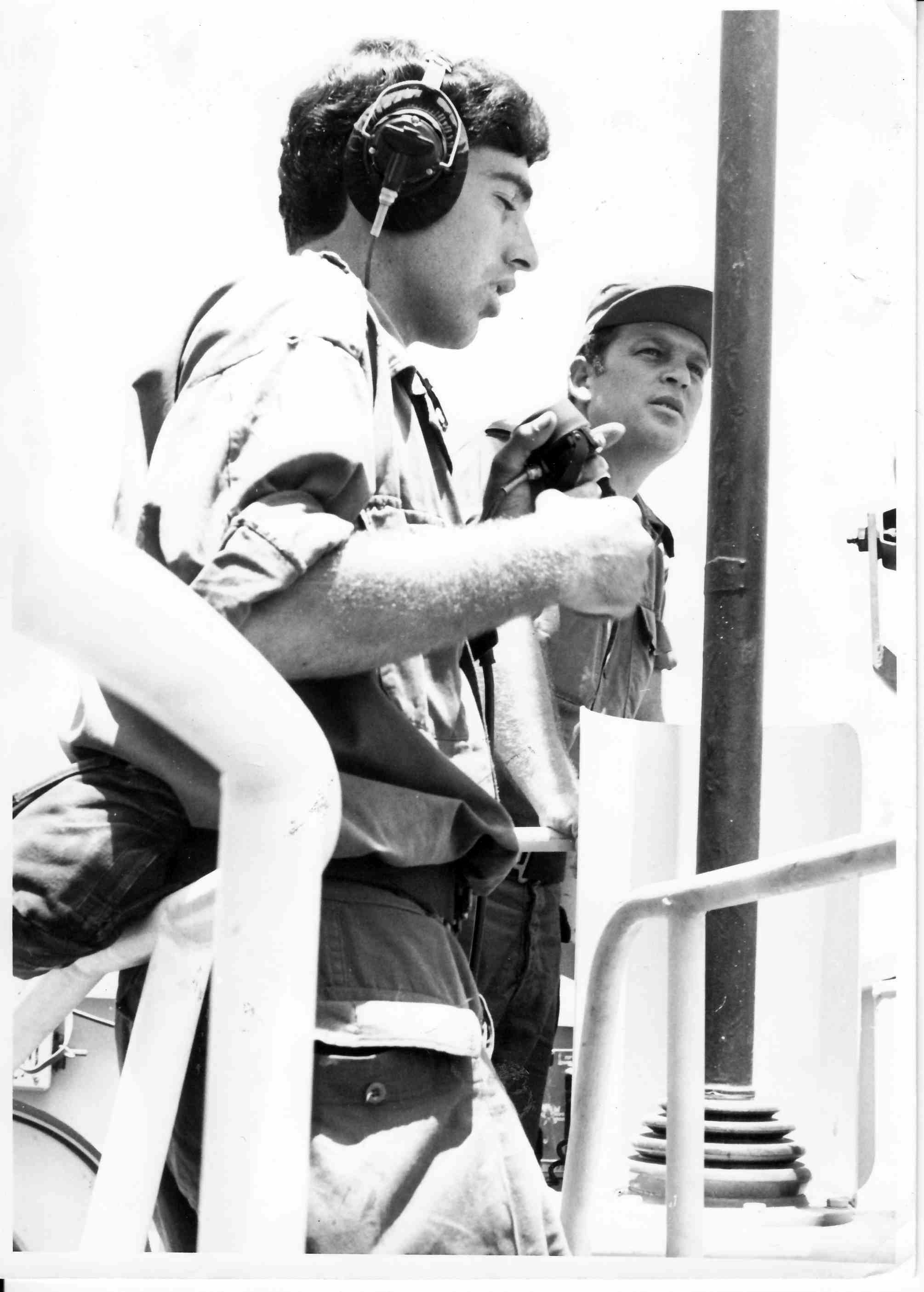
Миха Рам на капитанском мостике ракетного катера «Решеф», 1973 год

В октябре 1973 года началась война Судного дня. 6 октября «Решеф» вместе с ещё пятью ракетными катерами под общим командованием Михаэля Баркая вышел к берегам Сирии. Там отрядом был замечен неприятельский торпедный катер; хотя «Решеф» находился дальше остальных кораблей отряда от противника, именно ему удалось огнём 76-мм орудия первым поразить сирийский катер. Ближе к побережью отряд атаковал сирийский тральщик, который поразила ракета «Габриэль» с «Решефа». В бой вступили дополнительные силы сирийцев под прикрытием огня с берега, но он закончился убедительной победой израильтян, уничтоживших пять судов противника. Через два дня ближе к египетскому побережью состоялся морской бой при Дамиетте, где шести израильским ракетным катерам противостояли четыре египетских. Три египетских катера были потоплены, и «Решеф», израсходовавший все свои ракеты, преследовал четвёртый, ведя артиллерийский огонь, пока не получил прямой приказ об отходе от Баркая. 11 октября «Решеф» вместе с «Кешетом» участвовал в ещё одном морском бою, на сей раз у сирийского Банияса. Израильские катера, направлявшиеся к Тартусу с целью уничтожения складов горючего, были атакованы двумя сирийскими ракетными катерами. Командир отряда, отправив «Кешет» для выполнения задания, приказал «Решефу» атаковать противника, но катер Рама не успел сблизиться с сирийскими кораблями на дистанцию ракетного выстрела прежде, чем те отошли под прикрытие портовой артиллерии. Успехи израильских ракетных катеров не позволили арабским странам организовать морскую блокаду, и на протяжении остатка войны в Израиль морем шли стратегические грузы.
В 1974 году «Решеф» под командованием Рама и «Кешет» под командованием Гидеона Раза совершили показательный поход дальностью 13 тысяч морских миль вокруг Африки в находившийся под израильским контролем Шарм-эш-Шейх. По окончании командования «Решефом» Миха Рам был назначен начальником отдела радиолокации и радиоэлектронной борьбы в штабе ВМС Израиля. В этой должности он прилагал усилия по улучшению оснащения израильских сил компьютерной техникой. В 1975 году Рам получил под своё начало 31-ю эскадру, состоявшую из четырёх ракетных катеров, а через два года в звании алуф-мишне (капитана 1-го ранга) стал заместителем командира базы ВМС в Эйлате. Во время его пребывания в должности корабли израильских ВМС перехватили в Красном море судно-брандер «Агиос Деметриос», с грузом взрывчатки пытавшееся таранить сооружения эйлатского порта.
По завершении службы на Красном море Рам был направлен для повышения квалификации в Военно-морской колледж в Ньюпорте (США), а затем, в 1980 году, получил назначение на должность начальника управления разведки в штабе ВМС Израиля. Его управление внесло важный вклад в обеспечение успешной высадки войск и борьбы с береговыми целями в ходе Ливанской войны 1982 года. После войны Рама снова направили в США, на этот раз — в должности заместителя военного атташе по морским делам. В этом качестве он вёл подготовку к размещению в США крупных заказов на строительство боевых кораблей, финансируемых в том числе за счёт американской военной помощи Израилю. Во время пребывания Рама в США он получил повышение, став военно-морским атташе.
В 1985 году, когда пост командующего ВМС занял Авраам Бен-Шошан, Рам был отозван в Израиль, получив назначение на должность начальника управления морских операций — главного управления штаба ВМС Израиля. В этот период командование АОИ сократило ассигнования на постройку новых боевых кораблей — как ракетных корветов класса «Саар-5», так и заложенных в Германии подводных лодок класса «Дольфин». По инициативе Генштаба АОИ, а затем и американской стороны была проведена серия проверок обоснованности запросов ВМС на строительство новых корветов, однако эксперты дали положительное заключение и новый бюджет на строительство был утверждён незадолго до окончания пребывания Бен-Шошана во главе ВМС.

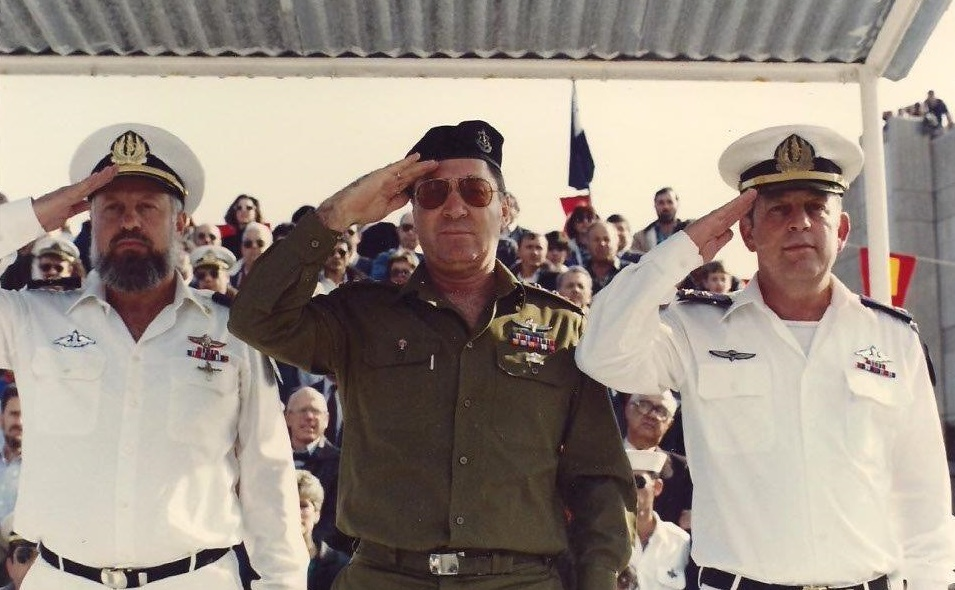
Церемония передачи командования ВМС, 1989 год. Слева направо: Авраам Бен-Шошан, Дан Шомрон, Миха Рам.

В феврале 1989 года Рам (к этому времени вернувшийся с очередного повышения квалификации) сменил Бен-Шошана на посту командующего и сразу же развернул борьбу за возобновление финансирования строительства «Дольфинов». Эта борьба закончилась в дни войны в Персидском заливе в начале 1991 года согласием германского правительства участвовать в финансировании строительства двух субмарин. Одновременно с этим велось обновление флота ракетных катеров. Ввиду устаревания класса «Саар-3» Миха Рам добился постройки на израильских верфях катеров промежуточного класса «Саар-4,5», на которые постепенно были переведены команды старых кораблей. Велась также замена устаревших патрульных катеров «Дабур» на более новый класс «Двора»; более дорогая модель «Шальдаг», разработанная компанией «Израильские судоверфи», на этом этапе была отвергнута ВМС, несмотря на попытки лоббирования в Генеральном штабе. Было также принято решение отказаться от скоростных катеров на подводных крыльях «Зиванит»: у этого внешне перспективного проекта оказалось много недоработок, на устранение которых у флота не было средств, ограниченный радиус действия и слабое вооружение. В годы руководства Рама ВМС предотвратили 14 терактов, связанных с высадкой боевиков с моря. Наиболее заметной была операция 30 мая 1990 года, когда были перехвачены пять моторных лодок с боевиками, спущенных в тумане с ливийского судна.
Миха Рам вышел в отставку с поста командующего ВМС Израиля в июле 1992 года, передав командование Ами Аялону. После этого он работал в судостроительных компаниях и в фирмах, разрабатывающих защитное оборудование. На протяжении некоторого времени Рам был президентом общества выпускников офицерской школы в Акко.
В 2006 году Рам, заядлый курильщик, перенёс операцию по пересадке лёгкого. Он умер 14 января 2018 года, в возрасте 76 лет, и был похоронен на военном кладбище в Кфар-Саве. Рам оставил после себя жену и троих детей.